# Pauperismus
Pauperismus (von lateinisch pauper „arm“) bezeichnet die zunehmende Verarmung der Arbeiterschicht (englisch Labouring Poor) und die Verelendung großer Bevölkerungsteile unmittelbar vor der Industrialisierung.

## Allgemeines
Die Bezeichnung entstand, nachdem der Wirtschaftsoptimismus Adam Smiths („unsichtbare Hand des freien Marktes“) nicht funktionierte, zu einer Zeit katastrophaler Krisenjahre (Missernten, Hungersnöte, fortgeschrittene Industrialisierungsbemühungen) in England Ende des 18. Jahrhunderts. In Deutschland bezieht sich der Begriff auf die Gesellschaftskrise des Vormärz.

„Der Pauper des beginnenden 19. Jahrhunderts ist eine Figur, die dem Bettler und Vagabunden des 16. und 17. Jahrhunderts in gewisser Weise gleicht. Er ist ein Produkt der sozialen Unsicherheit und zugleich verkörpert er das Phantasma einer herrschenden Elite, die sich in ihrer Sicherheit bedroht fühlt. Er dürfte – der Theorie zufolge – gar nicht vorhanden sein und bevölkert scheinbar doch die Städte und Gemeinden.“

Karl Marx bezog sich mit der „ursprünglichen Akkumulation“ genau auf diese Zeit hinsichtlich der Einhegungsbewegung in England und versuchte einen Erklärungsansatz:

„Historisch epochemachend in der Geschichte der ursprünglichen Akkumulation sind alle Umwälzungen, die der sich bildenden Kapitalistenklasse als Hebel dienen; vor allem aber die Momente, worin große Menschenmassen plötzlich und gewaltsam von ihren Subsistenzmitteln losgerissen und als vogelfreie Proletarier auf den Arbeitsmarkt geschleudert werden. Die Expropriation des ländlichen Produzenten, des Bauern, von Grund und Boden bildet die Grundlage des ganzen Prozesses. […] Vielmehr im trotzigsten Gegensatz zu Königtum und Parlament schuf der große Feudalherr ein ungleich größeres Proletariat durch gewaltsame Verjagung der Bauernschaft von dem Grund und Boden, worauf sie denselben feudalen Rechtstitel besaß wie er selbst, und durch Usurpation ihres Gemeindelandes. Den unmittelbaren Anstoß dazu gab in England namentlich das Aufblühn der flandrischen Wollmanufaktur und das entsprechende Steigen der Wollpreise. Den alten Feudaladel hatten die großen Feudalkriege verschlungen, der neue war ein Kind seiner Zeit, für welche Geld die Macht aller Mächte. Verwandlung von Ackerland in Schafweide ward also sein Lösungswort. Harrison, in seiner ‚Description of England. Prefixed to Holinshed’s Chronicles‘, beschreibt, wie die Expropriation der kleinen Bauern das Land ruiniert. ‚What care our great incroachers!‘ (Was fragen unsre großen Usurpatoren danach?) Die Wohnungen der Bauern und die Cottages der Arbeiter wurden gewaltsam niedergerissen oder dem Verfall geweiht.“

Heute besteht über die Entstehung dieser zunehmenden Massenarmut kein Konsens monokausaler Erklärung. Vielmehr sei eine Vielzahl von Faktoren verantwortlich, die schließlich dazu führten, dass eine breite Bevölkerungsschicht nicht mehr in der Lage war, für das eigene Auskommen zu sorgen. Mit dieser elenden Situation gingen gesellschaftliche Auflösungserscheinungen wie Unruhen, Epidemien und Verwahrlosung unter den Betroffenen einher (→ Soziale Frage).

## Vorindustrielles Bevölkerungswachstum
Ab etwa 1750 nahm in Deutschland die Bevölkerung rapide zu; von etwa 16–18 auf 22–24 Millionen Menschen im Jahr 1800. Dabei vermehrte sich besonders die ländliche Unterschicht. Möglich geworden war das Bevölkerungswachstum zunächst durch eine Erweiterung des Nahrungsspielraumes, durch Ausbau der Anbauflächen und verbesserte Bewirtschaftungsmethoden in der Landwirtschaft, erzwungen wurde es während der merkantilistischen Zeit durch die geburtenfreundliche Bevölkerungspolitik der absolutistischen Herrscher. Insbesondere die Einführung der Kartoffel hat die Grundversorgung der ländlichen Massen erst ermöglicht; sie stellte im Vergleich zum Getreide bei gleicher Anbaufläche die 3,6-fache Nahrungsenergie zur Verfügung. Darüber hinaus wurden neue Arbeitsplätze und damit Existenzmöglichkeiten geschaffen, vor allem in der Hausindustrie. Auch fielen grundherrschaftliche Bindungen und damit Heiratsbeschränkungen weg. Die in Teilen Deutschlands herrschende Erbpraxis der Realteilung, bei welcher der vorhandene Besitz gleichmäßig auf die männlichen Erben verteilt wurde, ermöglichte allen Söhnen eine Lebensgrundlage, wenngleich auf niedrigerem Niveau. Es fanden also mehr und mehr Menschen für sich und ihre Familie ein Auskommen (allerdings oft nur an der Grenze zum Existenzminimum). Diese Entwicklung begleitete (nachgängig) ein Sinken der Sterblichkeitsrate, durch u. a. verbesserte Ernährung und Medizin. Massenauswanderung z. B. in die USA verringerte zudem den ökonomischen Wettbewerbsdruck auf die Verbliebenen. Im 19. Jahrhundert weitete sich dieses Wachstum zu einer regelrechten Bevölkerungsexplosion aus.
Das Bevölkerungswachstum hatte gewaltige soziale Konsequenzen, da zunächst die Produktivität der Wirtschaft mit den gestiegenen Anforderungen nicht mithalten konnte. Viele Menschen suchten ihr Auskommen nun im Gewerbe, besonders in Hausindustrie und Handwerk.

## Entstehung der Lohnarbeiterschaft
Mit der Entwicklung der Hausindustrie ab dem Spätmittelalter waren in manchen Gegenden bedeutende Bevölkerungsschichten faktisch zu abhängigen Lohnarbeitern geworden: Ein Verleger belieferte die Produzenten an ihrem Wohnort mit Rohstoffen und nahm das fertige Produkt wieder ab. Auf Grund der stark arbeitsteiligen Produktion waren die erforderlichen Arbeitsgänge schnell zu erlernen; damit waren die Arbeiter leicht austauschbar. Die Überbesetzung erzeugte Preisdruck, den die Heimarbeiter durch Mehrarbeit auszugleichen suchten. Dadurch verschärften sie die Situation immer mehr.
Als weiteren ländlichen Gewerbezweig, in dem Lohnarbeiter tätig waren, gab es die Manufaktur. Dies war ein meist zentralisierter Großbetrieb, in dem unselbstständige Handwerker beschäftigt wurden, aber auch Insassen von Zwangsanstalten.
Mit der Bauernbefreiung wurden auch aus den vormals in der Grundherrschaft oft eigenständig wirtschaftenden Bauern lohnabhängige Landarbeiter: Zwar waren sie nun rechtlich frei, die Freiheit allerdings mussten sie sich vom Grundherren erst teuer erkaufen. Dies zwang viele, sich dem Herren anschließend als Lohnarbeiter anzubieten. Gerade in den ostelbischen Gebieten wurde dieser Prozess von den Gutsbesitzern aktiv vorangetrieben, da sie an einer Landarbeiterschicht, die es im Gegensatz zu den gutsabhängigen Bauern nicht zu versorgen galt, starkes Interesse hatten.
Auch in den Städten entstanden viele Lohnarbeitergruppen, so in den neu entstehenden Fabriken. Die Lockerung der Zunftschranken und die Überbesetzung des Handwerks hatten außerdem zur Folge, dass viele Handwerker ebenfalls nur noch als Lohnarbeiter Beschäftigung fanden. Außerdem standen sie nun in Konkurrenz mit industrieller und heimgewerblicher Produktion.
All diese genannten Lohnarbeitergruppen waren dem traditionellen Sicherungssystem, beispielsweise in Grundherrschaft oder Zunft, entzogen. Sie waren leicht ersetzbar und hatten außer ihrer Arbeitskraft keine Möglichkeit zur Existenzsicherung. Damit war ihre Existenzgrundlage konjunkturellen Krisen und Missbrauch/Ausnutzung gegenüber äußerst anfällig.

## Erklärungsversuche

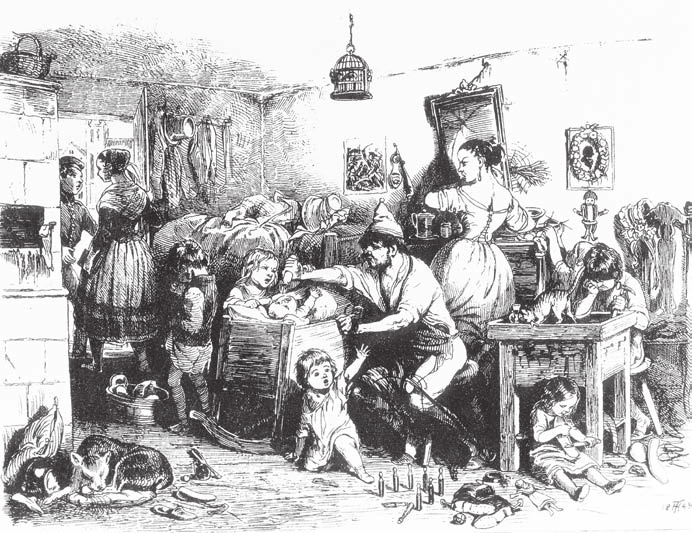
Armut im Vormärz, Genreszene von Theodor Hosemann (1840)

### Entstehung des Begriffs
Die Begriffe Pauper und Pauperismus erscheinen in der englischen Sprache zu Beginn des 19. Jahrhunderts, womit eine neue Form der Armut bezeichnet wurde: nicht eine individualisierte Armut oder eine solche, die mit außerordentlichen Umständen wie z. B. Missernten gekoppelt ist, sondern eine Massenarmut, die vom ländlichen Raum in die Städte getragen wurde, wo sie quasi eine der Grundlagen der Industrialisierung bildete und deren negative Begleiterscheinung blieb. Ein französischer Betrachter gebraucht folgende Formulierung: „Der Pauperismus ist, will man ihn durch ein einziges Wort definieren, die Epidemie der Armut“ (Émile Laurent, 1865).
In seinem großen Werk De la misère des classes laborieuses en Angleterre et en France (1840) behauptet Eugène Buret, dass „der aus England entliehene Ausdruck des Pauperismus die Gesamtheit aller Phänomene der Armut umfasst. Dieses englische Wort soll für uns Elend im Sinne von gesellschaftlicher Plage, öffentliches Elend bedeuten.“
Die von der Académie des sciences morales et politiques gestellte Preisfrage nach den Ursachen der Armut wurde von Pierre-Joseph Proudhon aufgegriffen und in den Titel gesetzt von seinem Système des contradictions économiques ou Philosophie de la misère (1846).
Das Wort „Pauperismus“ geriet allmählich außer Gebrauch.

### Friedrich Engels
Friedrich Engels machte in seiner Studie über die Lage der arbeitenden Klasse in England die frühe Industrialisierung mit der Umstellung von Handarbeit auf produktivere maschinelle Fabrikarbeit und die Ausbeutung der Arbeiter durch die Kapitaleigner für die Massenarmut verantwortlich. Sie mag vielleicht dazu gedient haben, das Elend des Industrieproletariats verschärft darzustellen, um die politischen Forderungen Engels’ zu unterstützen. Tatsächlich bemerkten bereits Zeitgenossen, dass die Industrie Armut nicht nur erzeuge, wie Engels behauptete, sondern sie auch anzog. Pauperismus zeigte sich auch dort, wo es keine Fabrikarbeit gab, so bei den schlesischen Webern, die auf Grund veralteter Produktionsmethoden (Heimarbeit) der industriellen Konkurrenz nicht mehr gewachsen waren.

### Wilhelm Abel
Eine ganz andere These als Engels brachte später der Agrarhistoriker Wilhelm Abel vor. Seiner Ansicht nach war der Pauperismus lediglich der Ausläufer der alten vorindustriellen Armut, verschärft durch das schnelle Bevölkerungswachstum bei noch geringem Produktivitätszuwachs. Im Gegensatz zu Engels sah er die Industrialisierung als Rettung aus der Pauperismuskrise.

### Pauperismus als Folge der preußischen Reformen
Weiterhin existiert noch die Überlegung, dass der Pauperismus die Folge der preußischen Reformen sei, welche Heiratsbeschränkungen aufhoben und Freizügigkeit gestatteten. Dies habe Bevölkerungsdruck erzeugt und die Kleinbauern in das Landarbeiterproletariat herabgedrückt. Durch die Einführung der Gewerbefreiheit und die Abschaffung des aus dem Mittelalter stammenden Zunftwesens entfielen nicht nur protektionistische Regeln zugunsten ihrer Mitglieder, die auch weniger effektiven Betrieben ein Überleben ermöglichen konnten. Auch die durch die Zünfte organisierten sozialen Hilfen für ihre in Not geratenen Mitglieder und Familienangehörigen fielen weg. Dieser Wegfall betraf aber nur den über die Zünfte organisierten Teil der Wirtschaft.

### Pauperismus und Revolte
Auch wenn die Geschichte der Arbeiterbewegung meist erst mit den ersten Organisationsgründungen in den 1830er Jahren angesetzt wird, sehen einige Historiker wie Ahlrich Meyer in den Strategien der Bevölkerung gegen den Pauperismus eine Wurzel nicht nur des Proletariats, sondern auch der Arbeiterbewegung. Diese Strategien umfassten Aneignungen, die oft erst im Nachhinein zu „Diebstählen“ umdefiniert wurden – wie etwa das Holzsammeln in herrschaftlichen Wäldern. Aber auch Unruhen und erste Streiks gehörten zur Gegenwehr der Pauper. Sie wehrten sich damit einerseits gegen existenzielle Not und Hunger, andererseits auch gegen den vorher unbekannten Zwang zur kapitalistischen Fabrikdisziplin, der durch Institutionen wie Arbeitshäuser Anfang des 19. Jahrhunderts auch staatlich durchgesetzt wurde.

### Pauperismus als Folge verschiedener Entwicklungen
Heute ist man sich in der Forschung weitgehend einig, dass es für den Pauperismus keine monokausale Erklärung gibt. Vielmehr war es das schnelle Bevölkerungswachstum bei stagnierendem Produktivitätszuwachs, welches einen bedeutenden Teil der Bevölkerung am Existenzminimum leben ließ. Als sich dann eine Agrarkrise mit Missernten (Getreide, Kartoffeln) mit der ersten neuartigen gesamtwirtschaftlichen Rezession verband, entstand die eigentliche Pauperismuskrise. Ursächlich war demnach also das Zusammentreffen von Krisenerscheinungen alten, vorindustriellen Stils und solcher der gerade aufkommenden Industrialisierung – die Gleichzeitigkeit des Ungleichzeitigen. Zudem konnten sich Armutskrisen auf Grund besonderer Umstände regional und sektoral zuspitzen, obwohl es insgesamt eine Besserung der materiellen Versorgungslage gab. Beispiel sind die wesentlich durch die Kartoffelfäule bei gleichzeitiger großer Abhängigkeit von diesem Nahrungsmittel verursachte Große Hungersnot in Irland zwischen 1845 und 1852 oder der hauptsächlich durch Verlust der Wettbewerbsfähigkeit gegenüber der industriellen Konkurrenz aus England verursachte Schlesische Weberaufstand im Jahr 1844.

### Religiöser Pauperismus im Mittelalter
Ende des 12. Jahrhunderts entstanden in Europa als Protest gegen den zunehmenden Reichtum der Kirche auch „freiwillige“ Armutsbewegungen. Die Idee, die hinter diesen Bewegungen steht, wird ebenfalls Pauperismus genannt, meint jedoch in diesem Falle eine politische Idee und nicht ein soziologisches Phänomen. Der mittelalterliche Pauperismus sah in der Armut Jesu Christi ein erstrebenswertes Ideal. Durch Verzicht auf persönlichen Besitz wollten die Anhänger dieser Bewegungen ihrem Jesus auf ganz besondere Weise nahe sein. Sie provozierten durch ihren Lebensstil viele Mächtige in der Kirche und wurden deshalb bisweilen blutig verfolgt (Waldenser). Als bekanntester Vertreter des Pauperismus gilt Franz von Assisi.

## Reaktionen
Staat und Gesellschaft reagierten auf diese sozialen Entwicklungen sowohl repressiv als auch mit Hilfeangeboten. Das Arbeitshaus stellte eine Mischform dar, in der Arbeits- und Obdachlose zwar versorgt, aber zur harten Arbeit gezwungen wurden. Der Schwerpunkt der Motivlage wird oftmals nicht in der Hilfe gelegen haben, sondern in der Prävention von Straftaten. Auf kommunaler Ebene bildeten sich aber auch andere Initiativen. So ließ zum Beispiel die Stadt Köln in den Jahren 1739/40 insgesamt 20.700 sogenannte Brodtpfenninge prägen, mit denen bedürftigen Kölnern der auf Grund der Missernten stark gestiegene Brotpreis subventioniert wurde. Der vom Elberfelder Bürgermeister und Bankier Jakob Aders 1816 initiierte und mitgegründete, aber nur kurz bestehende Elberfelder Kornverein sollte durch die Bildung von Getreidereserven die Folgen von Missernten für die Bevölkerung abfedern und war ein Wegbereiter des Elberfelder Systems der Armenpflege.

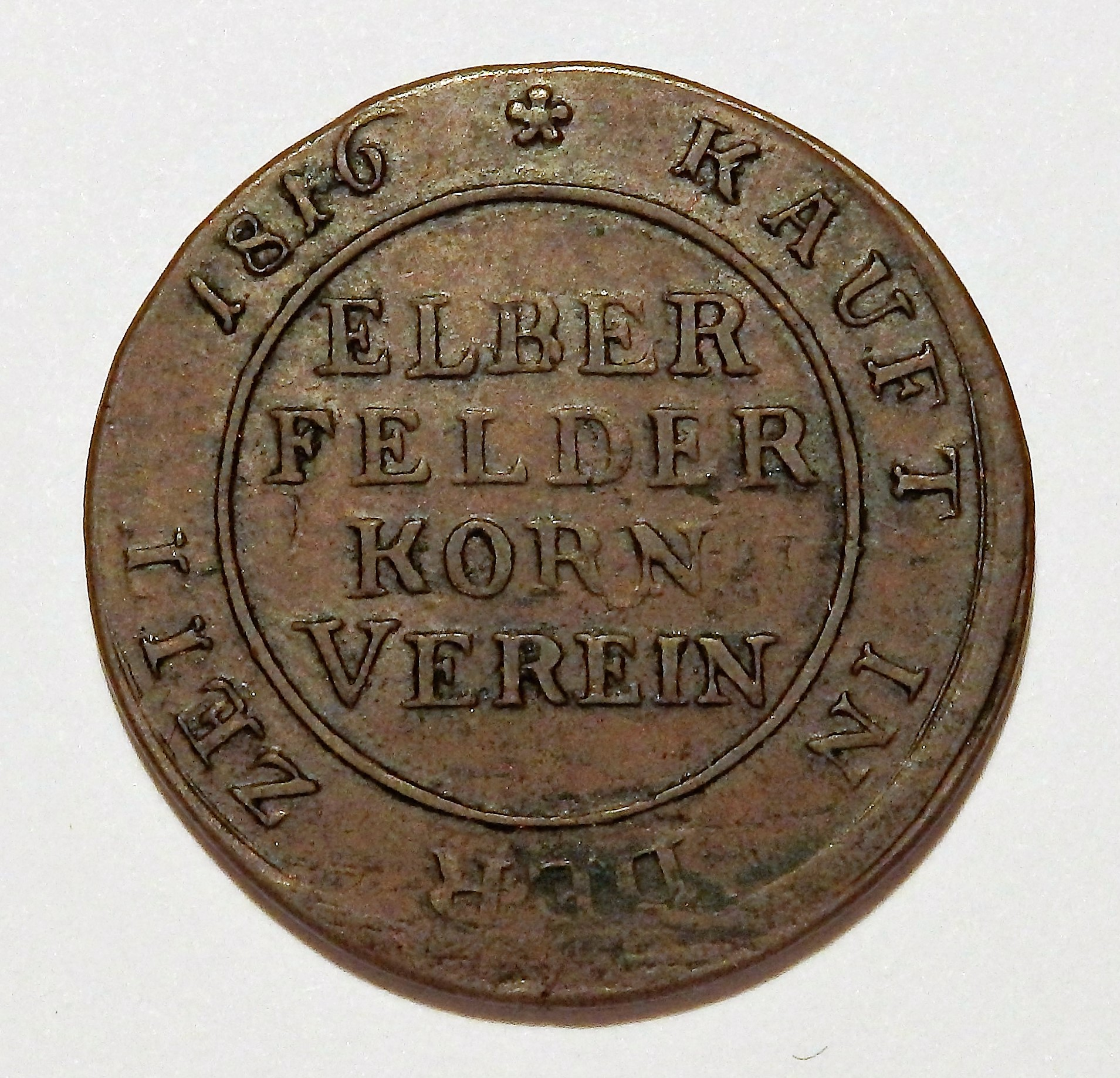
Brodmarke des Elberfelder Kornvereins

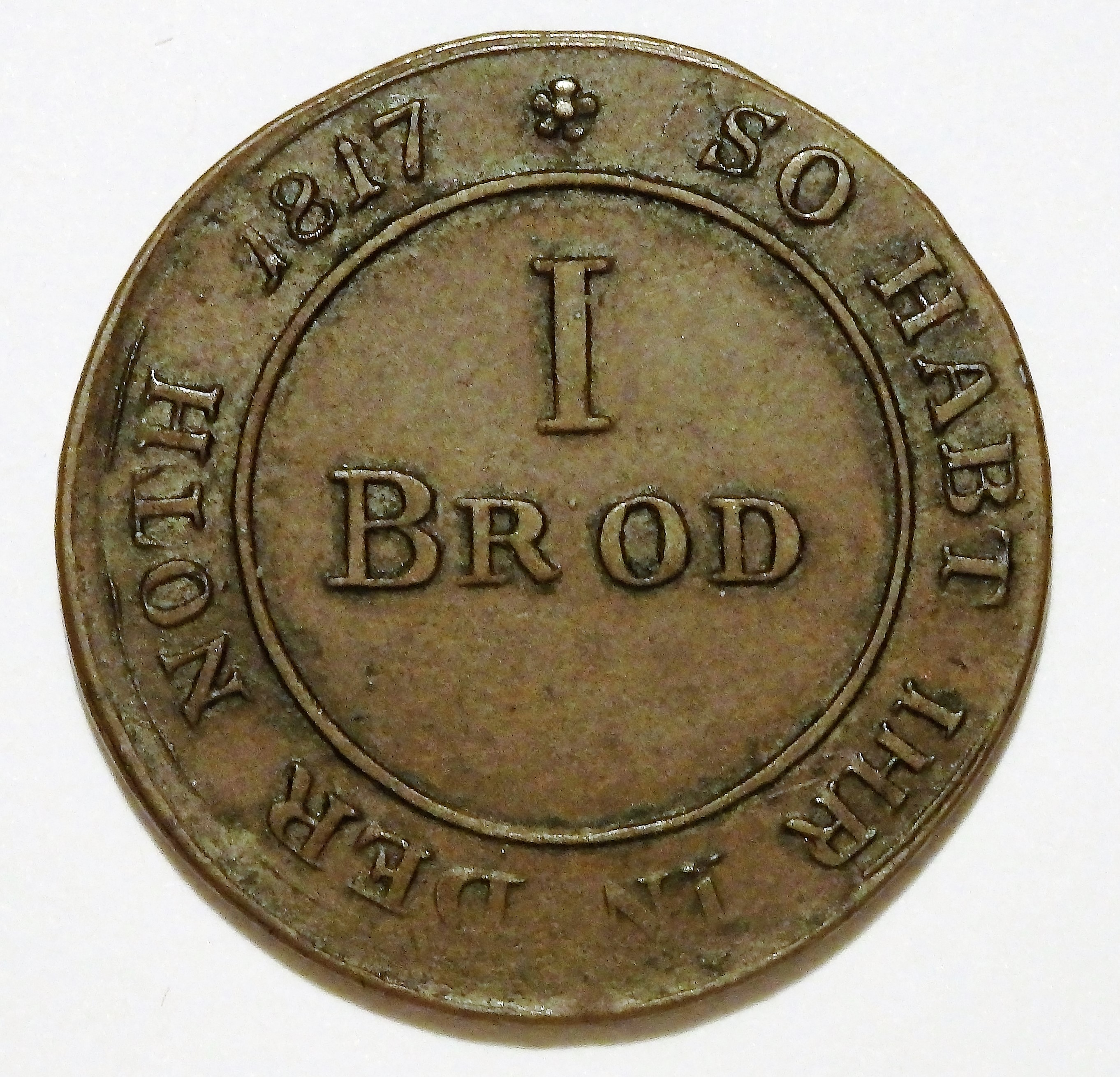
Rückseite der Brodmarke 1816/17

Von Kriegs- und Nachkriegszeiten abgesehen, endete der Pauperismus in Westeuropa mit einer weiteren Zunahme der Produktivität im 19. Jahrhundert und der Möglichkeit, mit Hilfe verbesserter Transportmöglichkeiten Nahrungsmittelüberschüsse in einer Region leichter in Regionen mit Versorgungsengpässen transportieren zu können. Wesentlich für die Abnahme der Armut waren auch die Einführung von Sparkassen, mit der die Bildung von kleinen und verzinsten Geldreserven ermöglicht wurde, und die Einführung der Sozialversicherungssysteme. Die Bismarcksche Sozialgesetzgebung nach der Reichsgründung 1871 wurden dabei beispielhaft auch für andere Staaten.